# Blanc-i-blau
Blanc-i-blau, també conegut per les sigles BiB, fou un periòdic esportiu basat en la informació sobre el RCD Espanyol, amb informació al voltant del primer equip, així com del futbol base, entrevistes, secció d'opinió, d'humor, i informació sobre les penyes del club, i informació d'altres equips de futbol, i altres notícies relacionades amb el món de l'esport.
Degà de la premsa espanyolista, el 1995 neix de la mà de Norbert Gaspar i José Sánchez, socis del RCD Espanyol, el primer diari esportiu dedicat a aquest club com a gratuït repartit de mà en mà a l'Estadi de Sarrià.